# Culicoides inornatipennis
Culicoides inornatipennis är en tvåvingeart som först beskrevs av Carter, Ingram och John William Scott Macfie 1920.  Culicoides inornatipennis ingår i släktet Culicoides och familjen svidknott.
Artens utbredningsområde är Ghana. Inga underarter finns listade i Catalogue of Life.